# North Pole
North Pole är en ort (city) i Fairbanks North Star Borough i delstaten Alaska i USA. Orten har 2 243 invånare (2020), på en yta av 10,62 km². Trots sitt namn ligger orten cirka 2 700 kilometer söder om den geografiska nordpolen och cirka 200 kilometer söder om norra polcirkeln.